# Neufmaisons
Neufmaisons é uma comuna francesa na região administrativa de Grande Leste, no departamento de Meurthe-et-Moselle. Estende-se por uma área de 21,63 km². Em 2010 a comuna tinha 239 habitantes (densidade: 11 hab./km²).